# Boschach (Ottobeuren)
Boschach ist ein Ortsteil des oberschwäbischen Marktes Ottobeuren.

## Geografie
Boschach liegt etwa vier Kilometer südlich von Ottobeuren. Der Ort ist durch die Kreisstraße MN 31 mit dem Hauptort verbunden. Der Ottobeurer Golfplatz umschließt die Einöde nach Norden, Osten und Süden. Im Westen begrenzt der Boschachbach, der in die Westliche Günz mündet, die Boschacher Fluren.

## Geschichte

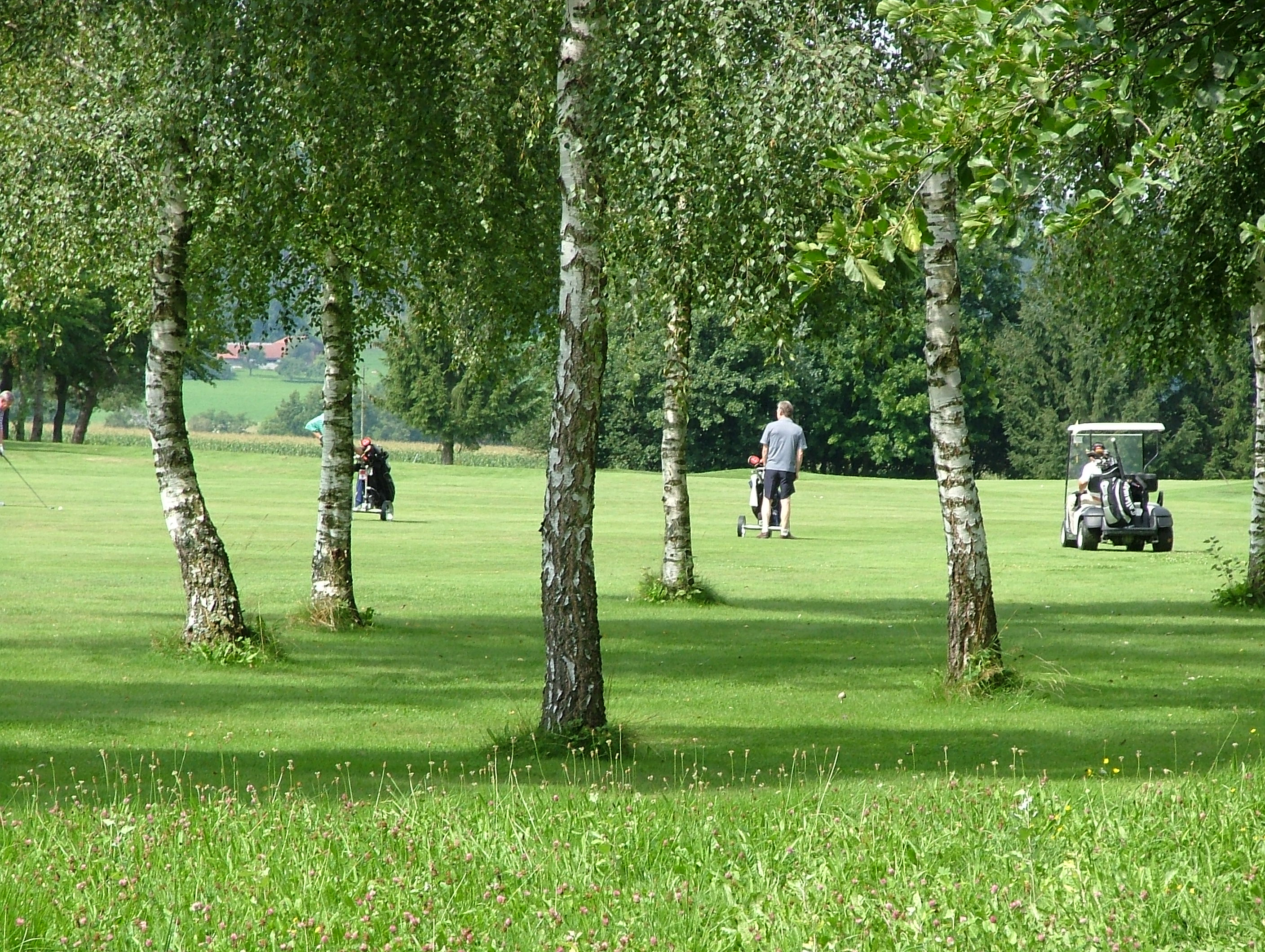
Allgäuer Golf- und Landclub (Golfplatz von Boschach)

Durch Funde im Jahre 1940 ist bewiesen, dass das Boschacher Gebiet bereits im Epipaläolithikum besiedelt war. Es wurden ein zinkenartiges Gerät und zwei Artefakte gefunden. 1985 wurde der Ottobeurer Golfplatz auf den Fluren des Weilers eröffnet. Heute besteht der Weiler aus einem Gehöft.